# Rock Island Arsenal
Le Rock Island Arsenal est une installation de l'US Army situé à Rock Island Arsenal (en) dans l'Illinois sur le fleuve Mississippi. Le site fabrique du matériel militaire et des munitions depuis les années 1880. Fondée à la fois comme un arsenal et une usine d'armement, aujourd'hui, le site fournit la fabrication, la logistique et les services de soutien de base pour les forces armées américaines. C'est aussi la seule fonderie active de l'armée américaine et le site fabrique des munitions et de l'équipement, y compris l'artillerie, des montures de canons, des mécanismes de recul, des sous-systèmes d'armes légères, des armes antiaériennes, des lance-grenades, armes simulateurs, et une foule de composants associés comme le Tank Mark VIII, le M198 howitzer ou encore le Howitzer 105 mm M119. Environ 250 militaires et 6000 civils y travaillent.

## Histoire
Le site est utilisé par le gouvernement des États-Unis dès 1816 avec la construction de Fort Armstrong.
Il est durant l'Entre-deux-guerres l'un des rares établissements aux États-Unis fabriquant des véhicules blindés dont le M2 Light Tank et M2 Medium Tank. 
Depuis 2011, il est le quartier-général de la 1re armée des États-Unis.

### Ouvrages
- (en) Lonnie R. Speer, Portals to Hell : Military Prisons of the Civil War, Mechanicsburg, PA, Stackpole Books, 2006 (1re éd. 1997), 410 p. (ISBN 0-8032-9342-9, lire en ligne).
- (en) Mary Chestnut, A Diary from Dixie, New York, Gramercy Books, 1982 (ISBN 0-517-18266-1).

### Ressources numériques
- (en) « Rock Island Arsenal » [archive du 13 février 2006], National Park Service (consulté le 13 octobre 2007)
- (en) « Rock Island Arsenal », GlobalSecurity.org (consulté le 13 octobre 2008)
- (en) « Joint Manufacturing & Technology Center - Rock Island Arsenal » [archive du 10 avril 2009], U.S. Army (consulté le 25 septembre 2009)